# Iucunda sane

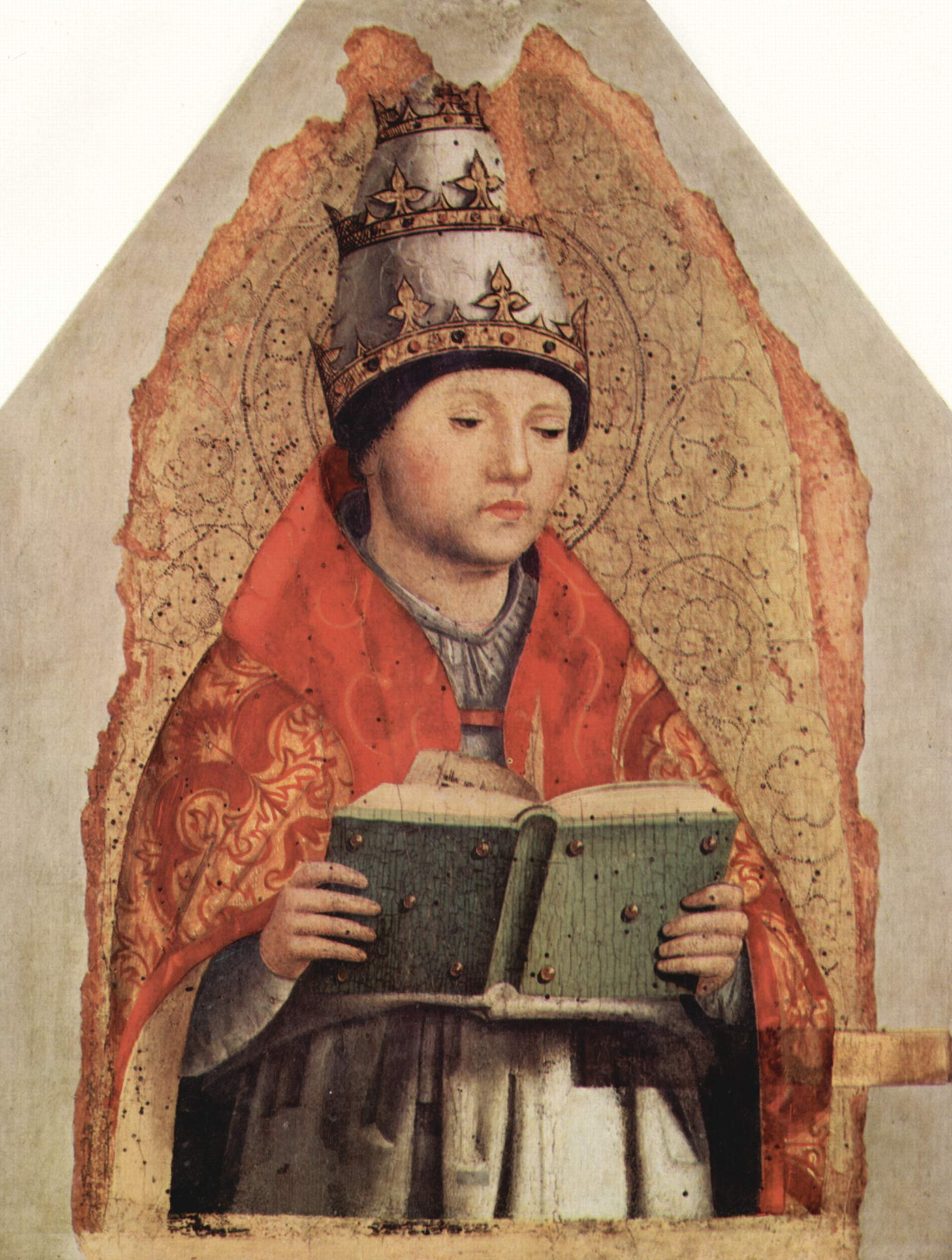
Gregor I. (Idealporträt von Antonello da Messina, um 1472/1473)

Iucunda sane ist eine Enzyklika von Papst Pius X., sie datiert vom 12. März 1904 und ist dem „1300-jährigen Todestag des heiligen Gregor I., dem Großen“ (Kirchenlehrer und lateinischer Kirchenvater) gewidmet.
Mit dieser Enzyklika beschreibt Papst Pius X. in wesentlichen Zügen die Lebensstationen, seinen Werdegang, das Pontifikat und die Werke des heiligen Gregor. Es wird besonders hervorgehoben, dass Gregor aus dem Mönchstum zum Papst aufgestiegen war, dass er als umsichtiger Bischof von Rom die Länder des Kirchenstaats vergrößert und die innere Kirchenverwaltung vorangetrieben habe. Darüber hinaus wird gelobt, dass es ihm gelungen war, die Langobarden und Angelsachsen für das Christentum zu gewinnen. Letztlich betont Pius X. die liturgischen Reformen, aus denen später der Gregorianische Gesang hervorging, und die vielen Hundert Briefe, welche die wahre Größe des Heiligen unterstreichen würden.